# جيمس بربور
جيمس بربور (بالإنجليزية: James Barbour) هو محامي وصحفي ومُحرِّر وسياسي أمريكي، ولد في 26 فبراير 1828 في الولايات المتحدة، وتوفي في 29 أكتوبر 1895 في الولايات المتحدة بسبب ذات الرئة. حزبياً، نشط في الحزب الديمقراطي.